# شیره تریاک
شیرهٔ تریاک (Opium sap) یا پالودهٔ تریاک (Refined opium) از فرآورده‌های تریاک بوده و از آنجا که غلظت مورفین آن دوبرابر تریاک خام است، یک ماده مخدر بسیار قوی محسوب می‌شود.

## ساختار
شیرهٔ تریاک را هم از تریاک خام (Raw opium) و هم از سوختهٔ تریاک (Opium dross) می‌توان به دست آورد، اما نوع مرغوب آن از ترکیب ۳ نسبت سوختهٔ تریاک وافوری و ۱ نسبت تریاک خام به دست می‌آید.
تفاوت ظاهری شیره و سوخته در سطح متخلخل سوخته و سطح براق شیره است. هردو رنگ قهوه‌ای سوخته مایل به سیاه دارند.

## فرآوری و تبدیل
مخلوط سوختهٔ تریاک و تریاک را ابتدا در آب داغ کاملاً حل می‌کنند و سپس حرارت می‌دهند. پس از چندین نوبت گذراندن این ترکیب از صافی و گرفتن مواد نامحلول (تفاله) آن، ترکیب باقی مانده را مجدداً تا نقطهٔ جوش حرارت می‌دهند تا قوام بیاید و سفت شود.
در ایران، گاهی تفاله را مجدداً به تریاک می‌افزایند و این تریاک تقلبی را به فروش می‌رسانند.

## تأثیر
با توجه به روش فرآوری، شیره فقط از ترکیبات محلول در آب تریاک تشکیل می‌شود. با توجه به اینکه مرفین و کدئین آلکالوئیدهای مؤثر اصلیِ تریاک حلّالیت بالایی در آب دارند، غلظت آن‌ها در شیره بسیار بیشتر از تریاک عادی است به طوری که تریاک خام (Pure opium) حاوی ۱۰٪ مورفین بوده ولی شیره تریاک حاوی حدود ۲۰٪ مورفین است.
ترکیبات نامحلول در آبِ موجود در تریاک، مثل پاپاورین و نوسکاپین، در شیرهٔ تریاک وجود ندارند.
قدرت تخدیر شیره چندین برابر تریاک بوده و به معتادانی که دارای سطح مصرف زیاد هستند شیره‌ای گفته می‌شود. به دلیل قدرت تخدیر زیاد شیره، در هنگام مصرف، فرد شیره‌ای به حالت درازکشیده در می‌آید تا از افتادن بر زمین خودداری کند.

## روش مصرف

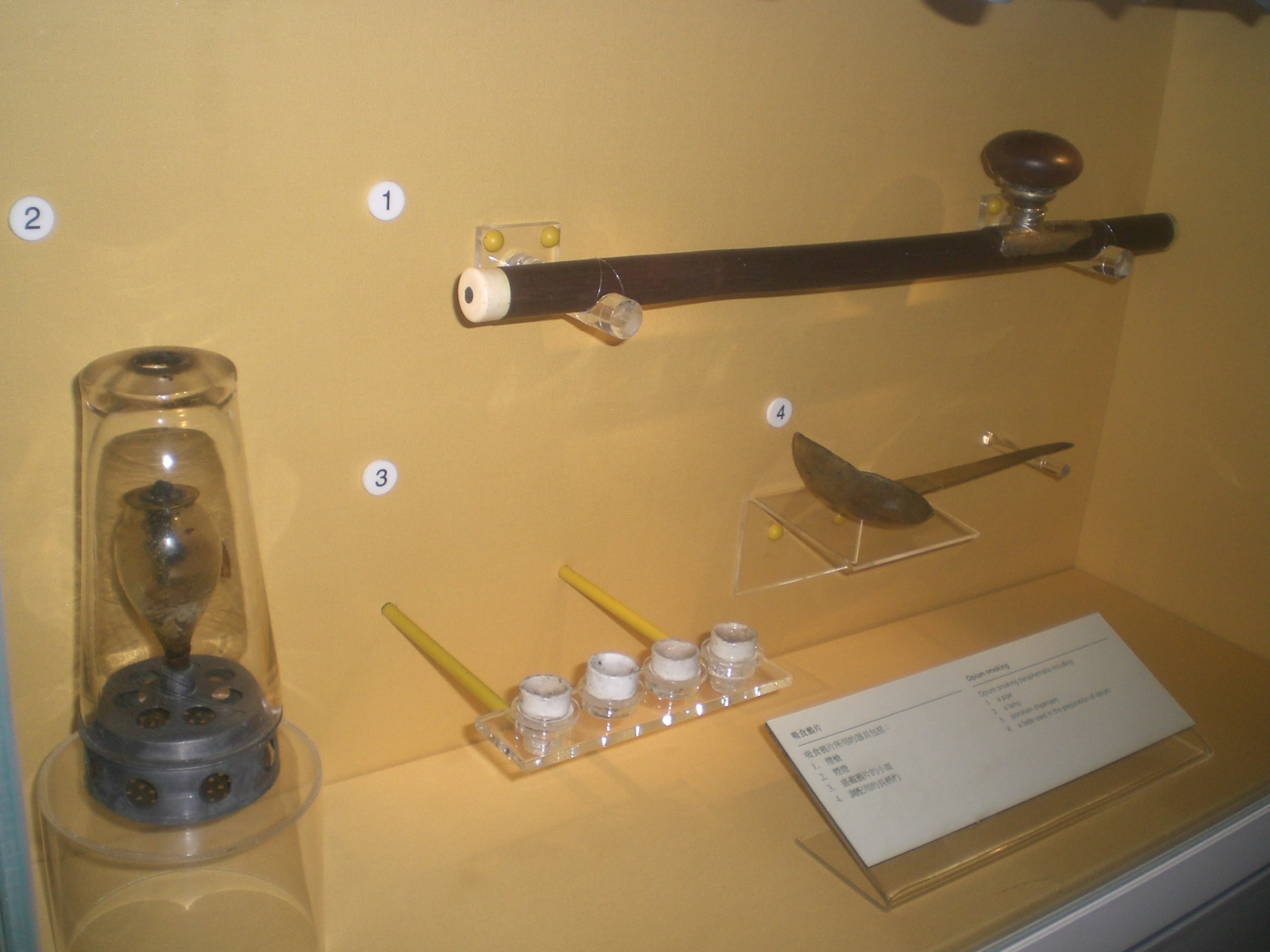
نگاری به همراه چراغ، موزه دفاع ساحلی، شائوکی‌وان، هنگ کنگ.

شیره تریاک را به کمک ساقی تدخین می‌کنند. ابزار شیره‌کشی نگاری است، ولی شیره را با روش‌های دیگری مانند تدخین با سیخ و سنگ، بلعیدن و حل کردن در مایعات و نوشیدن نیز مورد استعمال قرار می‌دهند.

## عوارض
مصرف شیره در ابتدا چندان قابل تشخیص نیست و فرد به‌راحتی می‌تواند اعتیادش را پنهان کند، اما به مرور زمان نشانه‌های فیزیکی و روانی مشخصی در وی ظاهر می‌شوند. از جمله شایع‌ترین عوارض مصرف این مخدر عبارتند از:
- سیاه شدن رنگ پوست صورت
- کبودی ناشی از تزریق سایر مواد مخدر روی شریان‌ها
- تهوع‌های پی در پی
- سردردهای مزمن و شدید
- دل پیچه و مشکلات گوارشی
- عطش زیاد به غذا خوردن
- تب و لرز
- در مواردی بی‌اشتهایی
- کاهش وزن یا افزایش وزن شدید
- افسردگی
- بی‌قراری و اضطراب
- گوشه‌گیری
- رعشه
- بی‌خوابی
- توهم دیدن چیزهای عجیب و غریب
- بدخلقی شدید.

همچنین مصرف این مخدر بر اندام‌های حیاتی هم تأثیر می‌گذارد. از جمله:
- چرمی شدن پوست فرد
- ابتلا به عفونت‌های مختلف
- بیماری‌های مختلف دهان و دندان
- سیستم تنفسی ضعیف
- مشکلات باروری

به‌طور کلی مصرف تریاک به هر شکل (خوراکی یا استنشاقی) طول عمر را کاهش می‌دهد. این اثر غالباً به دلیل ایجاد بیماری‌های قلبی عروقی و افزایش خطر ابتلا به سرطان است.
در روش استنشاقی شخص بیشتر در معرض هیدروکربن‌های آروماتیک و آمین‌های آروماتیک قرار می‌گیرد. از سوی دیگر در روش استنشاقی ۱۰ برابر مورفین کمتر به بدن شخص می‌رسد چون تقریباً نیمی از تریاک دود شده در هوای محیط پخش می‌شود یا به ابزار مصرف می‌چسبد؛ لذا شخص باید حجم بیشتری تریاک دود کند تا مورفین مورد نیازش را تأمین نماید.